# Astromobile
Pour les articles homonymes, voir Rover.

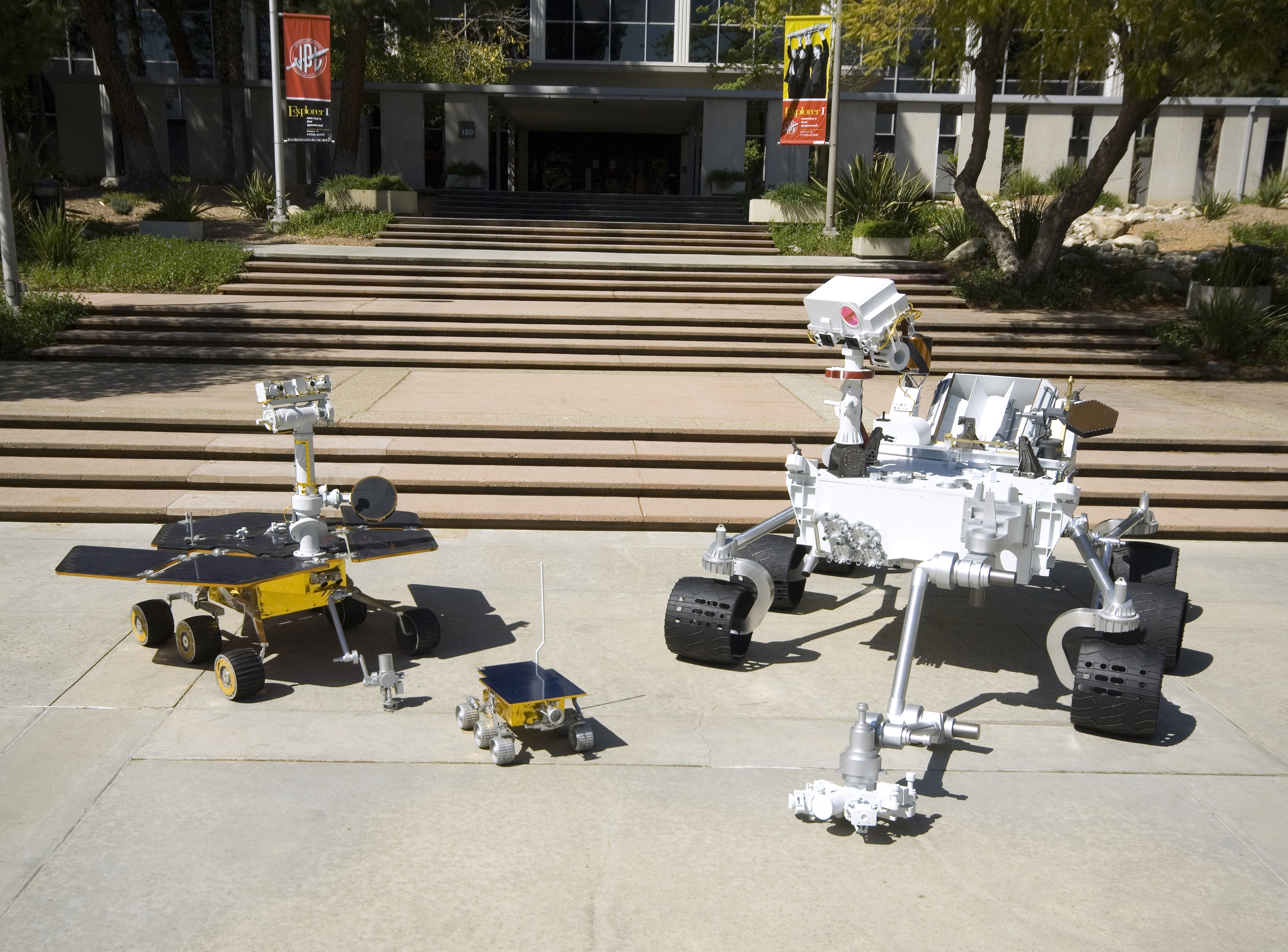
Maquettes de trois astromobiles martiens de la NASA. De gauche à droite : Mars Exploration Rover, Sojourner et Curiosity.

Un (ou une) astromobile (rover en anglais) est un véhicule conçu pour explorer la surface d'un corps céleste ou d'une autre planète que la Terre. Au cours de ses déplacements, il mène des observations et des analyses de son environnement, souvent de façon quasi autonome et guidée depuis la Terre. Les astromobiles déployés sont généralement des robots télécommandés ou disposant d'une certaine autonomie.
Le seul exemple d'astromobile piloté par un équipage humain embarqué est l'astromobile lunaire Apollo (Lunar Roving Vehicle) de la NASA, fonctionnant sur batteries et utilisé à trois reprises sur la Lune en 1971-1972 dans le cadre du programme Apollo pour transporter deux astronautes sur une trentaine de kilomètres.

## Historique

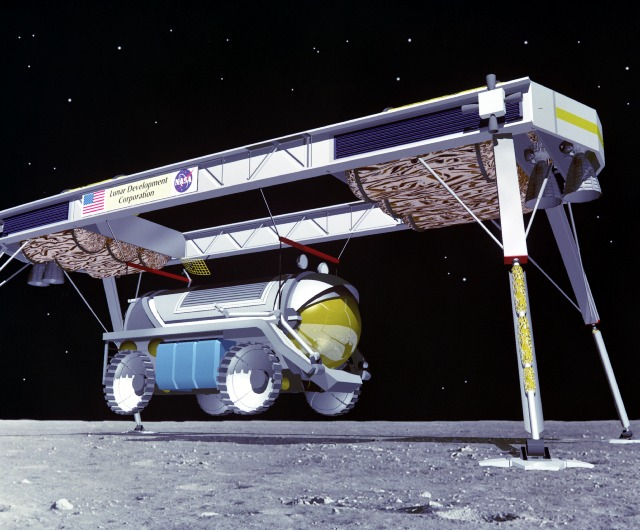
Un concept récent d'astromobile lunaire équipé d'une cabine pressurisée.

Les ouvrages de science-fiction du début du XXe siècle sont les premiers à développer le concept d'un véhicule permettant de transporter des hommes sur la surface de la Lune. Le premier astromobile lunaire apparaît dans le roman de science-fiction Sur le globe d'argent : Manuscrit de la Lune (pl) publié en 1901 par le Polonais Jerzy Żuławski : le véhicule imaginé comporte une cabine pressurisée, est propulsé par un moteur électrique et utilise une combinaison de roues et de « jambes » bioniques. L'écrivain américain Hugo Gernsback, dans son ouvrage Les Aventures scientifiques du baron Münschausen (1915), imagine un véhicule qui prend la forme d'une sphère de 18 mètres de diamètre et qui utilise pour se mouvoir une chenille qui fait le tour de sa circonférence. L'écrivain et scientifique russe Constantin Tsiolkovski, père de l'astronautique, décrit dans son roman Au-delà de la Terre (1918) un véhicule lunaire biplace sur roues doté d'une cabine pressurisée et propulsé par des moteurs électriques. L'engin est doté d'un système de contrôle thermique dont les principes seront repris par la suite pour certaines sondes spatiales. De petites fusées sont mises à feu pour franchir les crevasses.
Durant les années 1920 et 1930, les véhicules lunaires décrits dans les ouvrages de science-fiction relèvent plus d'une démarche humoristique que scientifique. Dans les années 1950, alors que la course à l'espace est lancée, le sujet reçoit un traitement plus sérieux. Le mathématicien, physicien et auteur de science-fiction britannique Arthur C. Clarke est le premier à décrire, dans l'article « The Exploration of Space » (« L'Exploration de l'espace »), un véhicule lunaire plus réaliste : « Des véhicules pressurisés équipés de grands pneumatiques qui auront les mêmes fonctions que sur Terre. Leurs moteurs seront électriques et l'énergie sera stockée dans des batteries ou fournie par une turbine, et seront propulsés par des fusées au fuel. » L'auteur Hergé, dans l'album de bande dessinée On a marché sur la Lune, paru de 1950 à 1953, met en scène Tintin et ses amis qui utilisent plusieurs véhicules et principes détaillés pour explorer la surface de la Lune.

## Caractéristiques générales

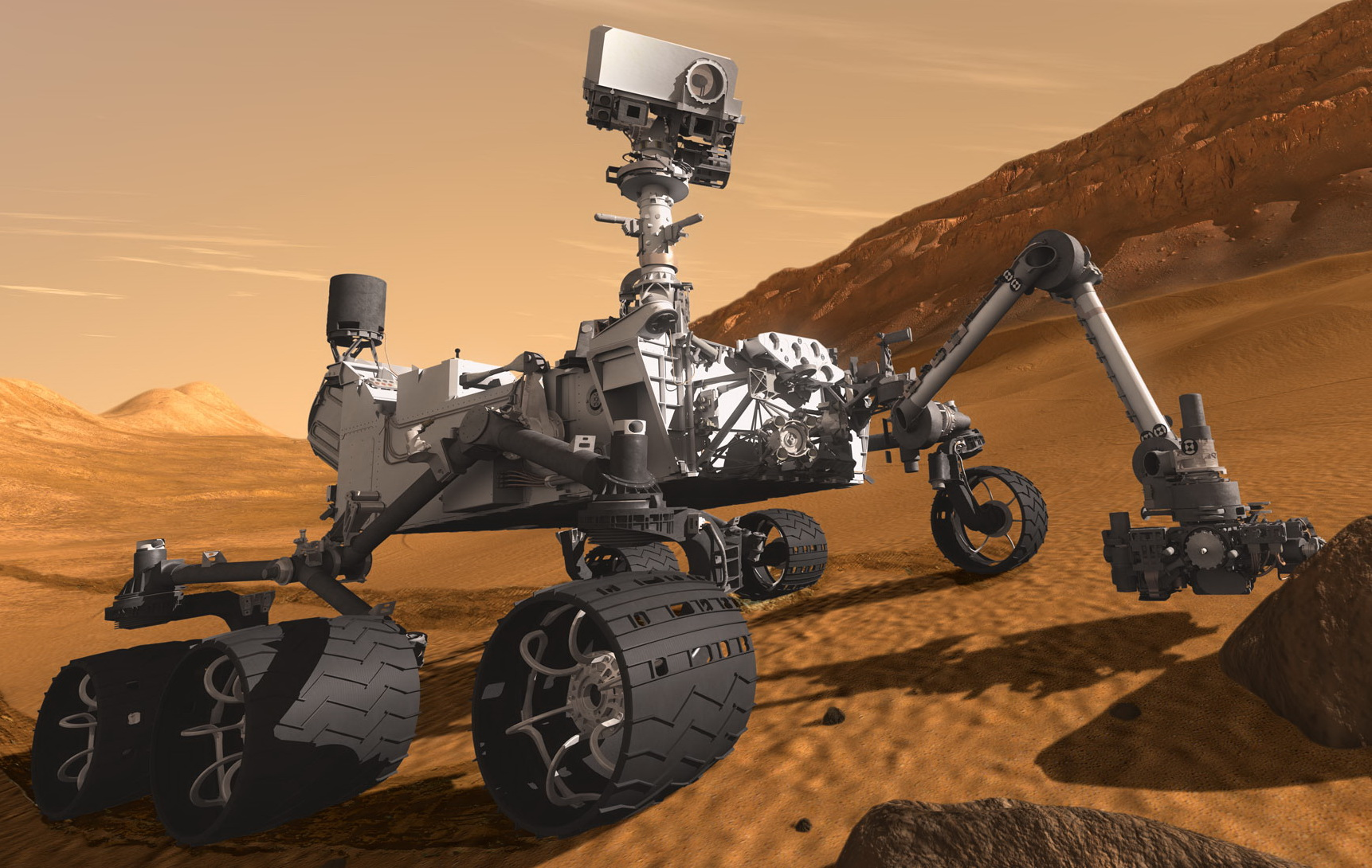
L'astromobile Curiosity représenté en images de synthèse.

L'astromobile se distingue de l'atterrisseur par sa mobilité qui lui permet d'étudier une région plus étendue que celle du site d'atterrissage. Il peut être ainsi dirigé vers une zone intéressante aux reliefs contrastés qui ne permet pas d'atterrir en sécurité comme un cratère, un affleurement ou des rochers. Au-delà des obstacles rencontrés sur le terrain, la mobilité de l'astromobile est toutefois limitée par les conditions climatiques et d'ensoleillement. Il est souvent équipé de panneaux solaires qui lui fournissent l'énergie nécessaire à ses déplacements.
Contrairement à un orbiteur qui effectue des observations et des mesures depuis une orbite, l'astromobile peut analyser directement les matériaux et roches en surface. Il peut être équipé d'instruments scientifiques variés (spectromètre, foreuse, four, capteurs, caméras) qui permettent d'apporter des informations plus précises sur la composition des matériaux. La contrepartie est que la zone de prospection de l'astromobile se limite à une région proche du site d'atterrissage. Dans le cas de la planète Mars la distance qui sépare l'astromobile de la Terre ne permet pas de communiquer en temps réel : le temps de transmission du signal aller-retour peut atteindre une quarantaine de minutes suivant la position respective de Mars et de la Terre. L'astromobile doit donc être conçu pour fonctionner de manière autonome.

## Astromobiles lunaires

### Lunokhod 1(1970)
Durant les années 1960, les Soviétiques développent dans le secret un astromobile lunaire nommé Lunokhod 1A, avec l'ambition d'en faire le premier robot commandé sur la Lune. Il est radiocommandé depuis la Terre par un personnel spécialement entraîné au temps différé entre les ordres, l'action et le retour visuel. Il est lancé le 19 février 1969 mais l'explosion d'un propulseur d'appoint au décollage conduit à l'échec de la mission.
Une nouvelle tentative est effectuée en novembre 1970 avec la mission Luna 17 transportant l'astromobile Lunokhod 1. Un lanceur Proton décolle avec succès de Baïkonour le 10 novembre et sa charge utile atteint l'orbite lunaire cinq jours plus tard. Après deux jours en orbite l'astromobile atterrit sur la mer lunaire Mare Imbrium (la mer des Pluies) et envoie le premier signal le 17 novembre. C'est le premier astromobile sur un corps céleste, guidé depuis la Terre. Lunokhod 1 est un véhicule à huit roues composé d'un caisson principal à large couvercle, d'antennes, de caméras vidéos et d'instruments pour analyser le sol lunaire. L'alimentation électrique est fournie par des panneaux solaires et l'astromobile est conçu pour fonctionner durant trois jours lunaires.
Du 17 au 22 novembre 1970 l'astromobile parcourt 197 m et au cours de dix séances de communication transmet quatorze images rapprochées de la Lune et douze vues panoramiques. Il analyse la surface lunaire durant dix mois en effectuant plusieurs centaines de tests. Le dernier contact avec Lunokhod 1 est obtenu le 14 septembre 1971.

### Lunokhod 2(1973)

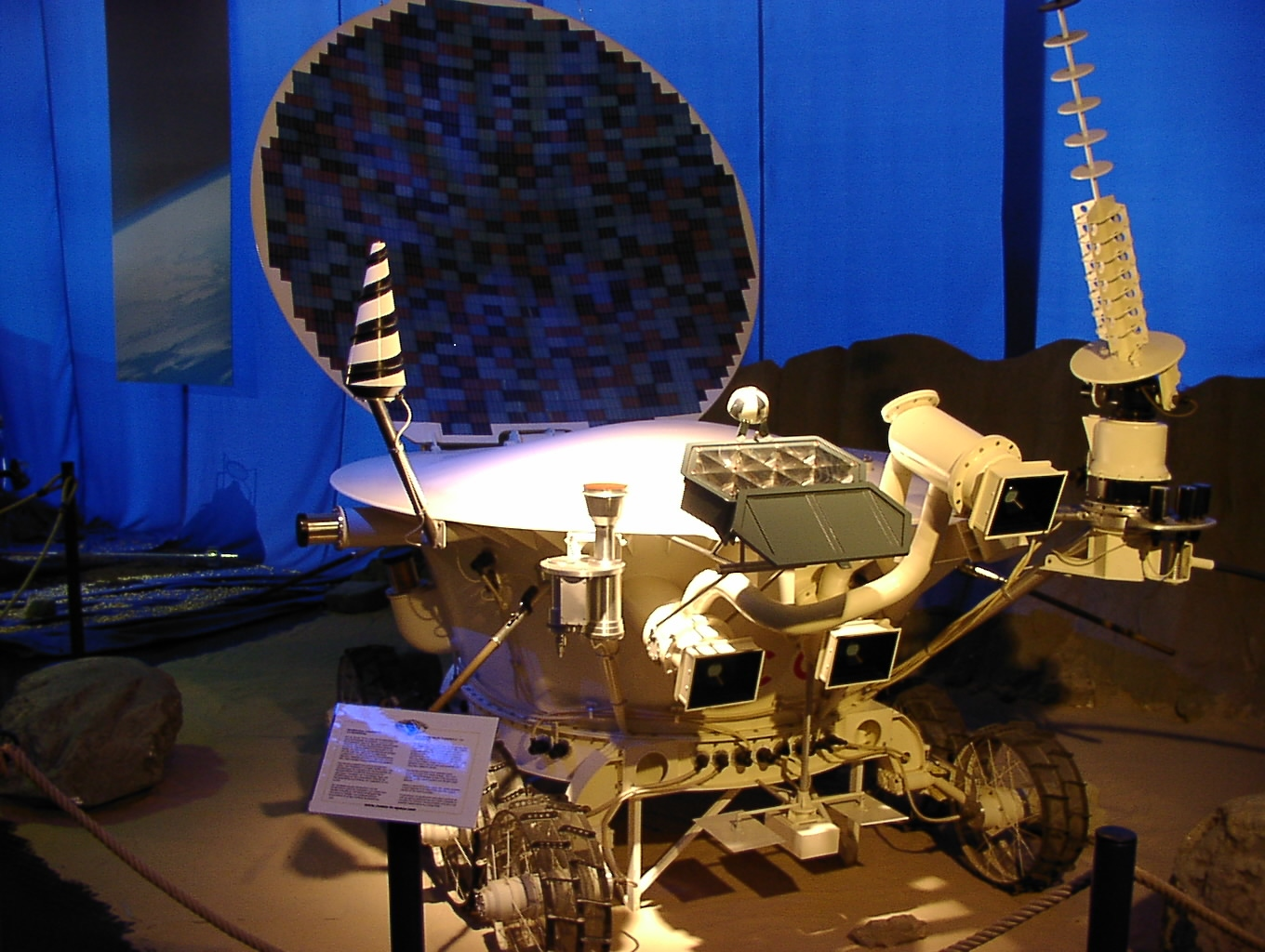
Maquette de l'astromobile Lunokhod 2.

Le 8 janvier 1973, la sonde Luna 21 transportant l'astromobile nommé Lunokhod 2 est lancée avec succès en direction de la Lune. Les caractéristiques de cet astromobile sont similaires à celles de Lunokhod 1 : une masse de 840 kg, 1,7 m de long pour 1,6 m de large et huit roues, mais cette version est équipée d'un appareil photographique de qualité pour obtenir des vues panoramiques et une meilleure représentation de la topographie lunaire.
L'alimentation électrique est fournie par des panneaux solaires et une source de chaleur radioactive fonctionnant au polonium 210 permet de limiter la chute de température de l'astromobile qui a lieu durant la nuit. La sonde se place sur orbite lunaire le 12 et réussit son atterrissage le 16 janvier 1973 sur la bordure orientale de la région de la mer de la Sérénité (Mare Serenitatis). C'est le deuxième astromobile contrôlé depuis la Terre à se poser sur un corps céleste.
Lunokhod 2 reste opérationnel pendant environ quatre mois. Il parcourt au total plus de 42 km sur divers reliefs comme de petites collines. Il envoie vers la Terre 86 images panoramiques ainsi que plus de 80 000 images de qualité. Lunokhod 2 détenait le record de la plus grande distance parcourue par un astromobile sur un corps céleste, avant d'être battu par l'astromobile Opportunity en 2018 sur la planète Mars.

### Yutu 1(2013-2014)
Lancé le 1er décembre 2013, le vaisseau Chang'e 3 (troisième sonde lunaire chinoise) se pose sur la Lune le 14 décembre. Il s'agit du premier engin à évoluer sur notre satellite depuis 37 ans. Quelques heures plus tard, l'astromobile Yutu (en chinois : 玉兔 ; pinyin : yù tù ; littéralement : « lapin de jade », en référence au lapin lunaire) est déposé à la surface. Sa masse est de 140 kg (dont 20 kg de charge utile), sa hauteur de 1,5 mètre, il se déplace sur 6 roues et est surmonté d'un mât portant des caméras ainsi que d'une antenne parabolique servant aux communications vers la Terre. Un bras articulé sert par ailleurs de support à l'un des instruments scientifiques. Son énergie lui étant fournie par des panneaux solaires, il est conçu pour se mettre en veille durant la nuit lunaire (longue de 15 jours terrestres) lorsque la température tombe à −180 °C, survivant alors grâce à l'énergie stockée dans ses batteries et des unités de chauffage à base d'isotopes radioactifs de plutonium 238.
Prévue pour s'échelonner sur trois mois (trois jours et trois nuits lunaires), sa mission ne durera que deux jours lunaires : le 25 janvier 2014, à la suite d'un dysfonctionnement non expliqué, les déplacements cessent. Au total, Yutu a parcouru 114 mètres.

### Yutu 2(2019)
Chang'e 4 est la quatrième sonde spatiale chinoise de l'agence spatiale chinoise CNSA, dont le lancement a lieu le 7 décembre 2018. Elle se pose sur la face cachée de la Lune le 3 janvier 2019 et, peu après, débarque Yutu 2, un astromobile dont les caractéristiques sont très proches de celles de Yutu 1.
Le 13 février, alors que l'astromobile amorce sa deuxième nuit lunaire, il a parcouru 120 m.

### Chandrayaan-2 (2019)
Chandrayaan-2 est la deuxième sonde spatiale indienne développée par l'agence spatiale indienne ISRO. L'engin spatial comprend un orbiteur, un atterrisseur qui doit  se poser sur la Lune et un astromobile de 20 kilogrammes. L'orbiteur se place en orbite le 20 août 2019 et commence le recueil des données quelques jours plus tard. L'atterrisseur  tente de se poser en douceur  sur la surface de la Lune le 6 septembre, mais tout contact est perdu alors que l'engin spatial se trouve encore à quelques centaines de mètres de la surface. L'atterrisseur et l'astromobile sont considérés comme perdus.

### VIPER(2023)
VIPER est un astromobile développé par l'agence spatiale américaine, la NASA, dans le but d'étudier la glace d'eau présente dans le régolithe du fond des cratères situés au pôle Sud de la Lune. L'eau pourrait jouer un rôle important pour les séjours à la surface de la Lune d'équipage d'astronautes en fournissant les consommables nécessaires - oxygène, eau consommable et ergols - grâce aux technologies d'utilisation des ressources in situ. L'engin spatial, qui doit être lancé fin 2023, fait partie des missions développées dans le cadre du Programme Artemis dont l'objectif est de déposer un équipage à la surface de la Lune en 2024. L'astromobile est développé par le centre de recherche Ames de la NASA et doit être déposé sur le sol lunaire par un atterrisseur développé par la société Astrobiotics Technology

## Astromobiles sur Mars

### Prop-M(1971, échecs)
La mission soviétique Mars 2 est constituée d'un orbiteur et d'un atterrisseur qui est associé à une petite astromobile nommée Prop-M. Lancée avec succès le 19 mai 1971, l'atterrisseur effectue sa descente vers la surface martienne le 27 novembre 1971 mais s'écrase à la surface.
La mission soviétique Mars 3, jumelle de Mars 2, est constituée d'un orbiteur et d'un atterrisseur qui est associé à une petite astromobile nommée Prop-M. Lancée avec succès le 28 mai 1971, l'atterrisseur effectue sa descente vers la surface martienne le 2 décembre de la même année. Après l'atterrissage, il transmet un signal durant une vingtaine de secondes puis le signal est définitivement perdu. La raison de ce silence radio reste inexpliquée. L'atterrisseur devait ensuite placer le petit astromobile sur la surface martienne à l'aide d'un bras manipulateur. Prop-M est un véhicule de seulement 4,5 kg relié à l'atterrisseur par un câble et monté sur une paire de « ski ». Il est conçu pour parcourir environ 15 m en effectuant des mesures du sol tous les 1,5 m, les traces laissées par le déplacement de l'astromobile sur le sol devaient être photographiées pour être analysées.

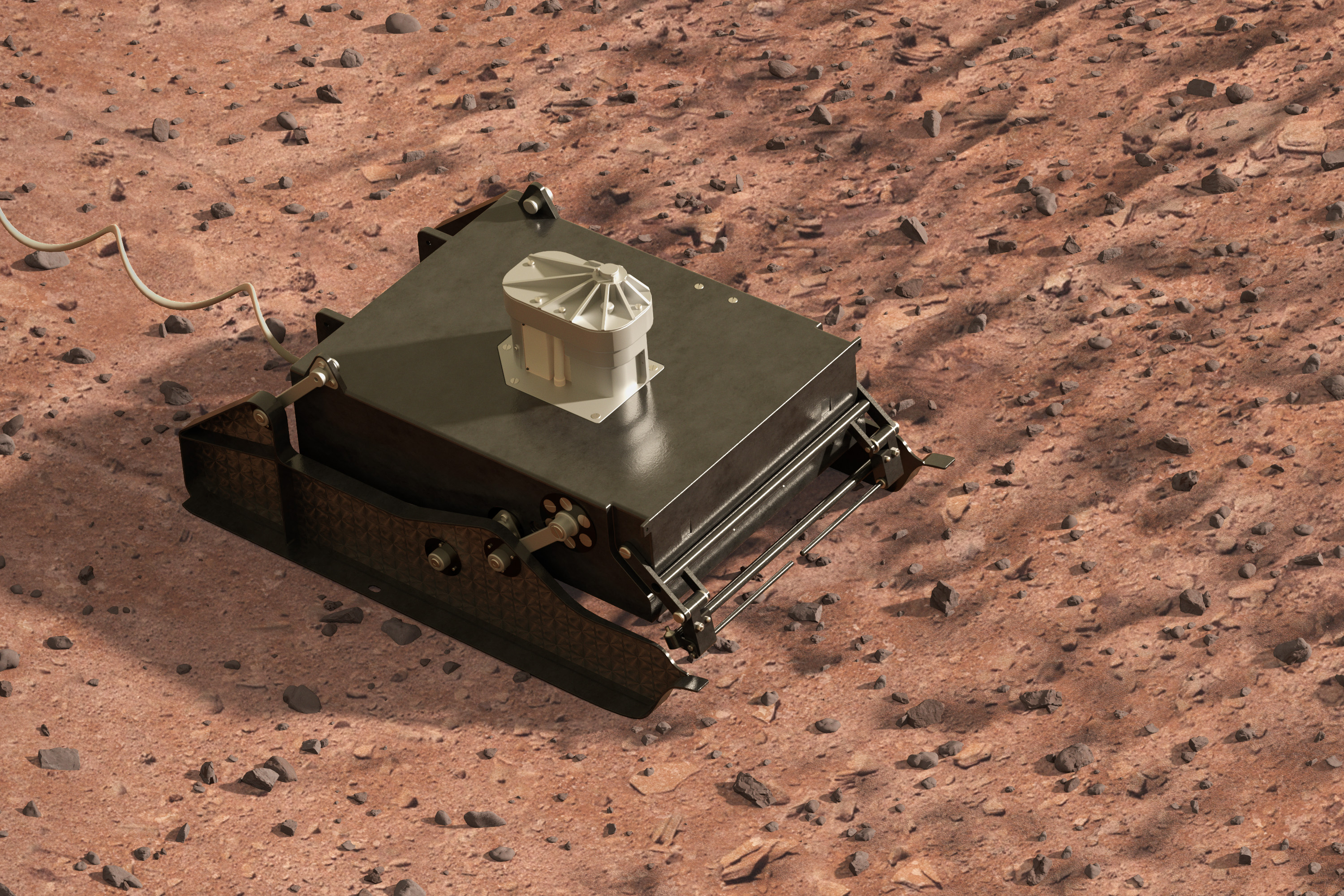
Vue d'artiste de l'astromobile Prop-M.
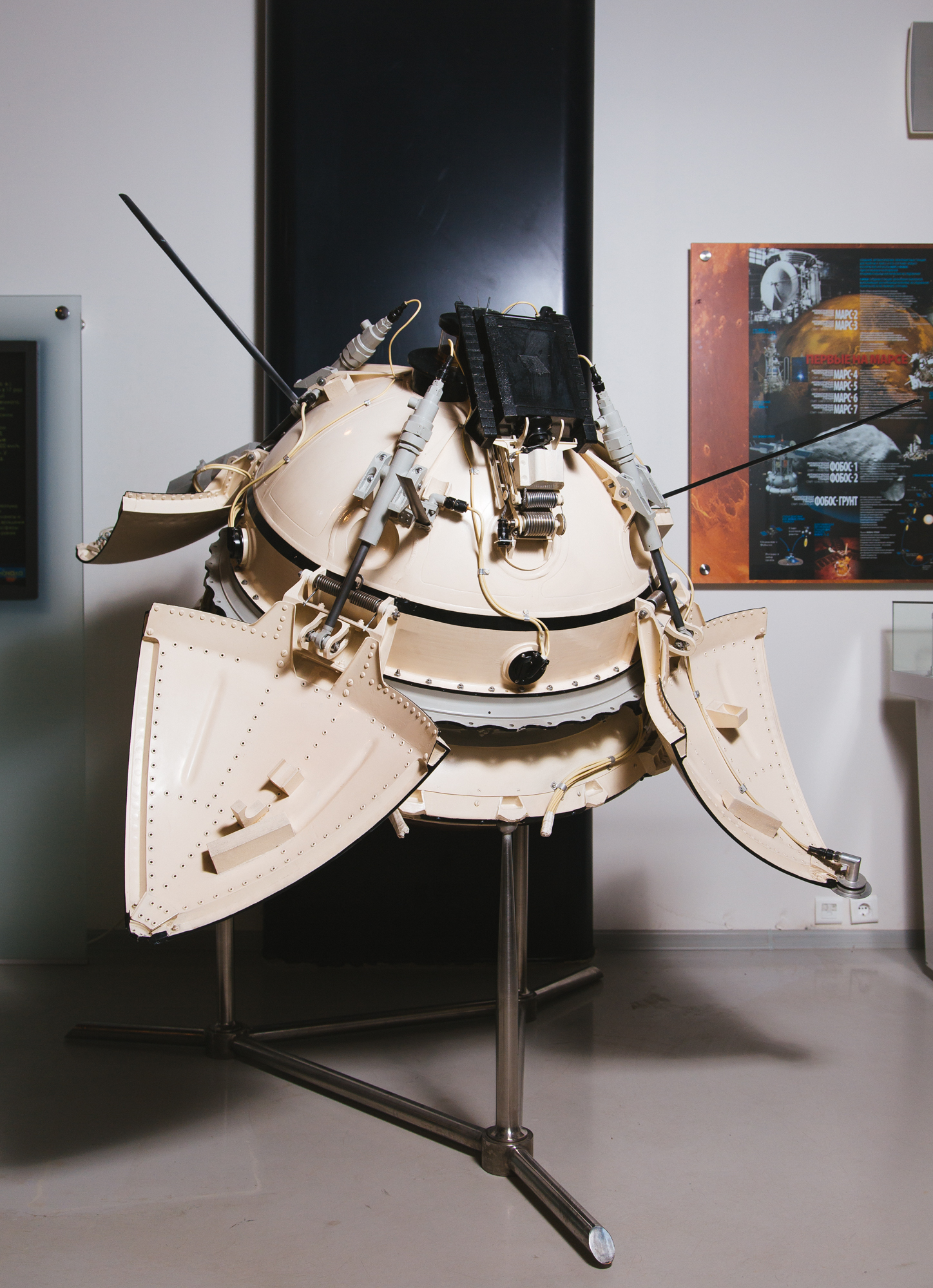
Maquette à l'échelle de l'atterrisseur Mars 3 Lander au Musée mémorial de l'astronautique à Moscou. PrOP-M est visible en haut.

### Sojourner(1997)

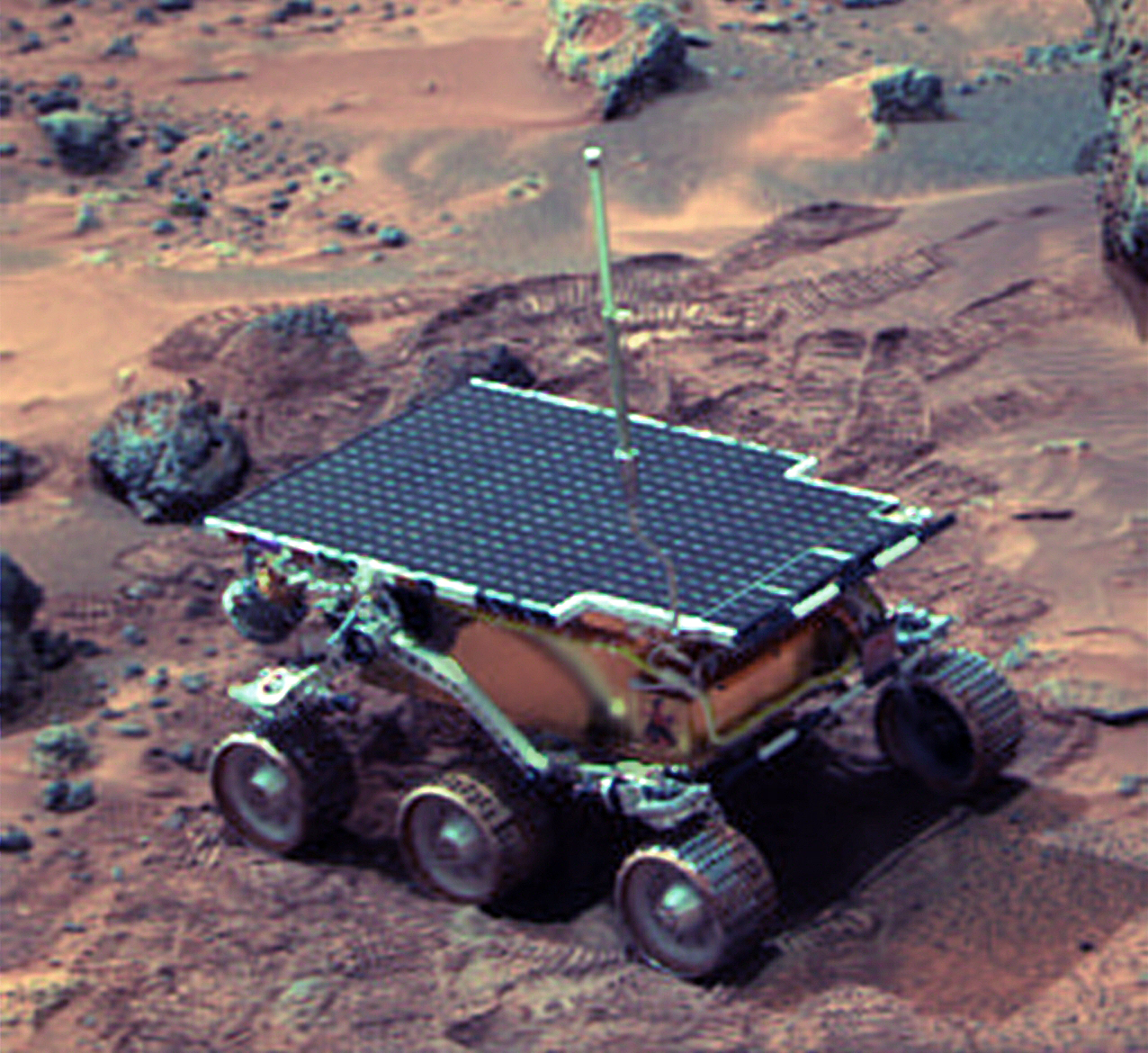
L'astromobile Sojourner.

La mission américaine Mars Pathfinder est composée d'un atterrisseur fonctionnant en station d'étude fixe et d'un astromobile nommée Sojourner. La sonde est lancée le 4 décembre 1996 et l'atterrisseur atteint la surface martienne le 4 juillet 1997 dans la vallée Ares Vallis. Guidé par un opérateur sur Terre, l'astromobile quitte deux jours martiens plus tard l'atterrisseur et est opérationnel sur la surface. Il devient alors le premier astromobile à s'être déplacé sur une autre planète. Sojourner est un petit véhicule de 65 cm de long et de 10,5 kg. Il forme un petit caisson de forme rectangulaire supporté par six roues montées sur suspensions et est recouvert d'un panneau solaire sur le dessus de 0,2 m2 qui lui fournit l'énergie suffisante pour se déplacer plusieurs heures par jour. Le coût de cet astromobile est estimé à environ 25 millions de dollars américains. L'astromobile a cessé toute communication le 27 septembre 1997 pour une raison inconnue mais a transmis durant son activité 550 images et contribué à de nombreuses analyses de roches et observations du site d'atterrissage.

### Spirit(2004-2010) etOpportunity(2004-2018)

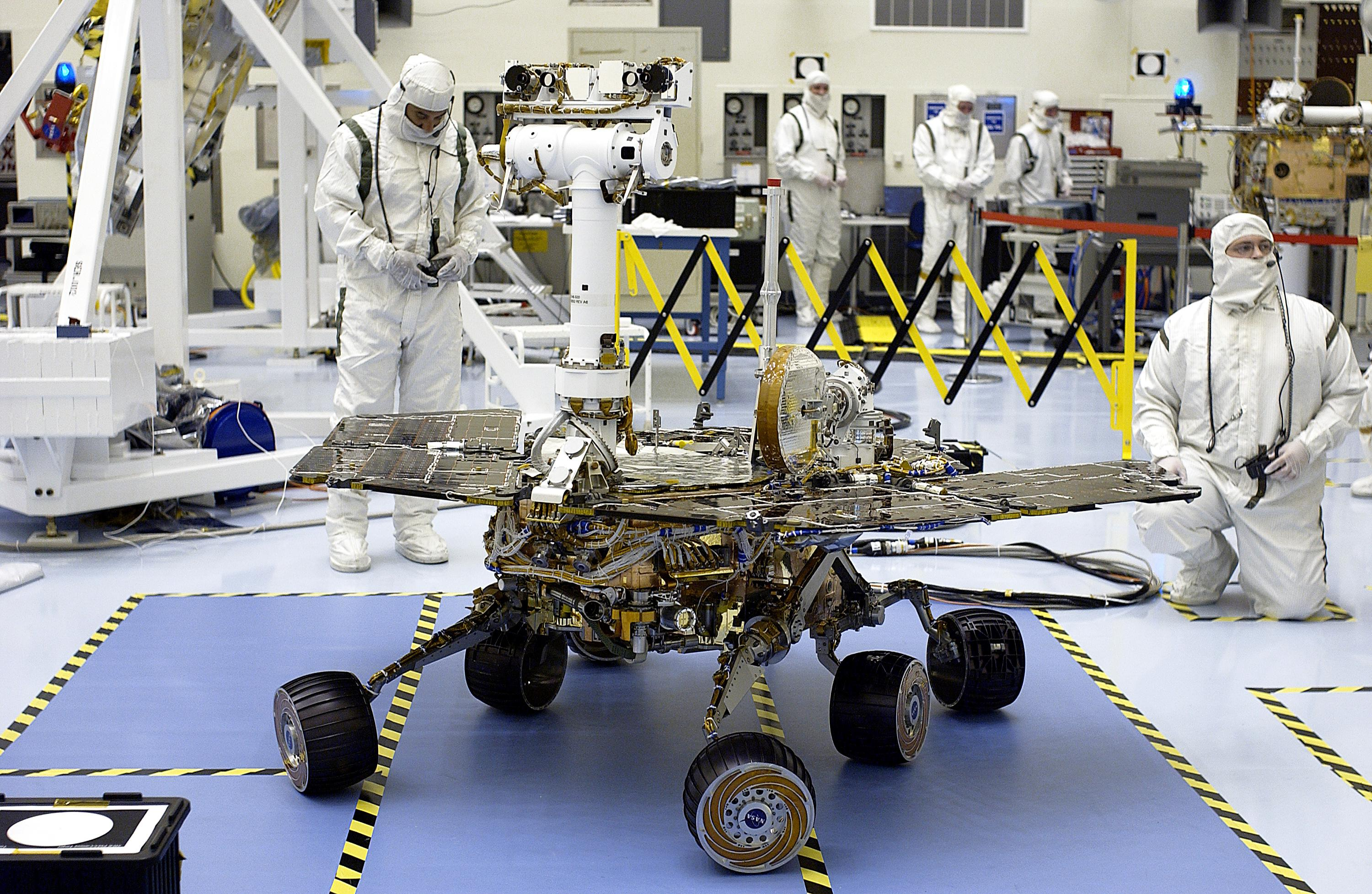
L'astromobile Spirit, au centre spatial Kennedy (mars 2003).

La NASA lance le 10 juin et le 7 juillet 2003, deux astromobiles « géologues » nommées Spirit et Opportunity dans le cadre de la mission Mars Exploration Rover. Ils atterrissent toutes les deux avec succès en janvier 2004 sur deux régions opposées de la planète Mars, le cratère Goussev et la plaine Meridiani Planum. Les deux astromobiles sont conçus de la même façon avec une masse d'environ 185 kg et équipées de six roues motorisées qui sont alimentées par des batteries lithium-ion restituant l'énergie fournie par leurs panneaux solaires de 1,3 m2.
L'équipement est composé d'un ensemble d'outils qui permet d'effectuer de la détection à distance (photographie, spectromètre thermique) ou des mesures in-situ (abrasion, spectromètre X et Mössbauer). Des séquences de commandes sont envoyées de la Terre pour guider les astromobiles à partir des images et résultats reçus régulièrement de Mars. À l'origine conçus pour une mission d'étude de 90 jours martiens, les deux robots ont dépassé largement ce cap.
Spirit a envoyé son dernier signal le 22 mars 2010 plusieurs mois après s'être enlisé dans le sable et après avoir parcouru 7,7 km. Opportunity, quant à lui, est resté en activité pendant près de quinze ans, évoluant à proximité du cratère Endeavour mais succombant à une tempête de sable sévissant sur l'ensemble de la planète. Le 15 juin 2018, il a parcouru 45,16 km.

### Curiosity(depuis 2012)

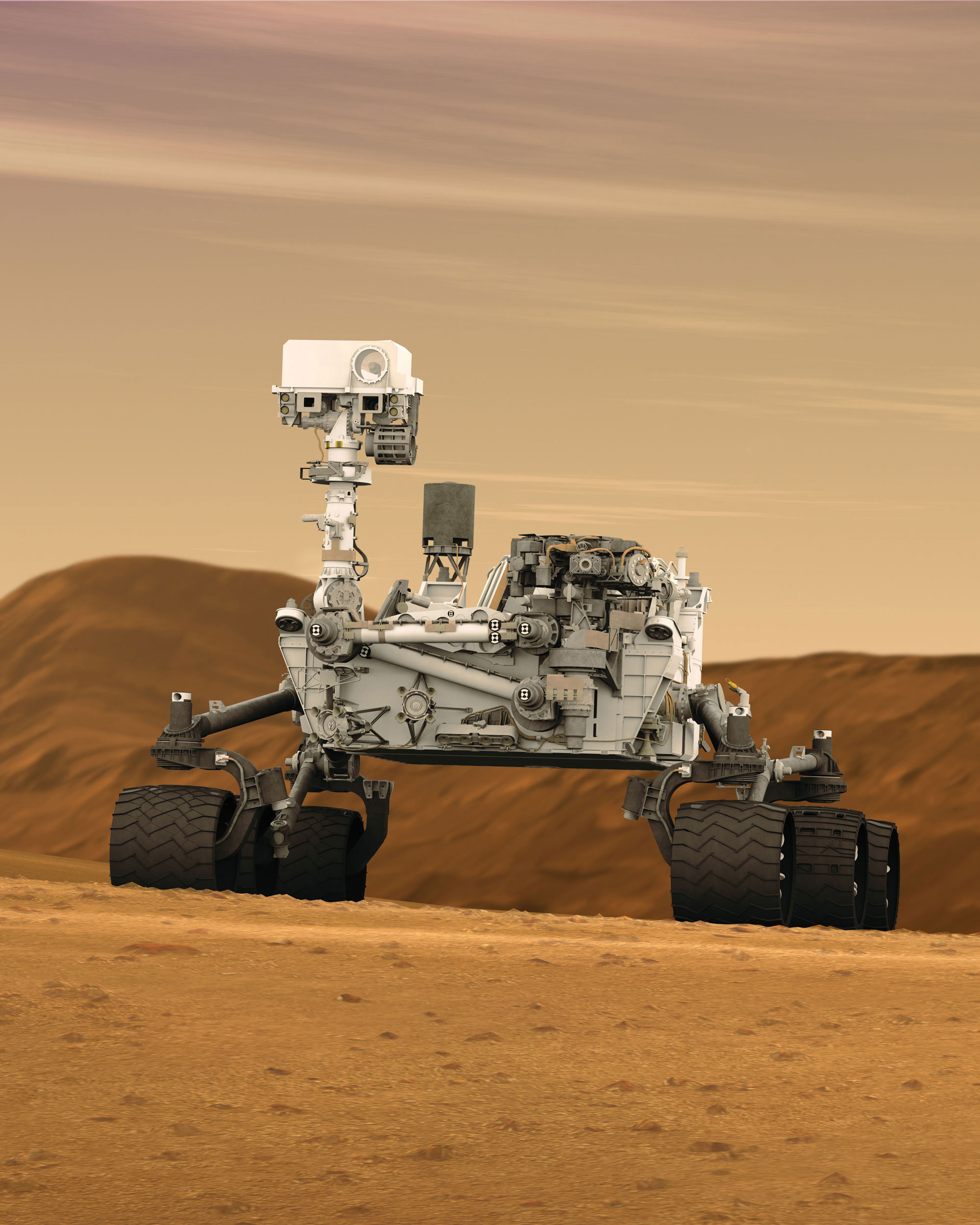
L'astromobile Curiosity.

La NASA lance le 26 novembre 2011 un astromobile « géologue » nommé Curiosity dans le cadre de la mission Mars Science Laboratory. Celui-ci atterrit avec succès dans le cratère Gale le 6 août 2012 pour une mission de 22 mois terrestres, dont l'objectif est de déterminer si un environnement habitable, c'est-à-dire favorable au maintien d'une éventuelle vie de type terrestre, a existé sur Mars. Le 13 novembre 2016, elle a parcouru 14,98 km.

### Tianwen-1(2021)
Tianwen-1 est une mission spatiale martienne chinoise lancée le 23 juillet 2020 par le lanceur chinois Longue Marche 5 et arrivée le 15 mai 2021 sur le sol de Mars. La mission comprend un orbiteur et un astromobile qui doit se poser sur la surface de la planète Mars. La durée de la mission primaire de l'astromobile est de trois mois,.

### Perseverance(2021)
La sonde spatiale Perseverance est une mission développée par le centre JPL de la NASA dont le lancement a eu lieu le 30 juillet 2020,. L'astromobile se pose sans encombre le 18 février 2021 dans le cratère Jezero.
Hormis son instrumentation scientifique, l'engin spatial est une copie de la sonde spatiale Mars Science Laboratory qui s'est posée avec succès sur Mars en août 2012. L'un des principaux objectifs assignés à cette nouvelle mission est la collecte d'échantillons du sol martien qui devraient être retournés sur Terre par une mission de retour d'échantillons.

### ExoMars
Dans le cadre du programme ExoMars de l'Agence spatiale européenne, le lancement de l'astromobile Rosalind Franklin en collaboration avec l'agence spatiale russe Roscosmos, prévu initialement en 2022, a été suspendu à la suite de l'invasion de l'Ukraine.

## Synthèse des caractéristiques des astromobiles développés
| Désignation            | Pays/Agence spatiale       | Date      | Durée fonctionnement      | Dimension Long. x Larg x Haut. | Masse totale | Masse instruments | Distance parcourue | Énergie et source             | Principaux instruments                    | Autres caractéristiques | Commentaire                      |
| ---------------------- | -------------------------- | --------- | ------------------------- | ------------------------------ | ------------ | ----------------- | ------------------ | ----------------------------- | ----------------------------------------- | ----------------------- | -------------------------------- |
| Exploration de la Lune |                            |           |                           |                                |              |                   |                    |                               |                                           |                         |                                  |
| Lunokhod 1             | Union soviétique           | 1970-1971 | 11 mois                   | 2,22 x 2,15 x 1,35 m           | 756–836 kg   | ? kg              | 10,54 km           | Cellules solaires : 180 watts |                                           | pente max : 40 %        |                                  |
| Lunokhod 2             | Union soviétique           | 1973      | 5 mois                    | 2,22 x 2,15 x 1,35 m           | 756–836 kg   | ? kg              | 42,1 km            | Cellules solaires : 180 watts |                                           | pente max : 40 %        |                                  |
| Yutu                   | CNSA                       | 2013-2014 | 42 jours                  | ?                              | 120 kg       | 20 kg             | 114,8 m            | Cellules solaires : 180 watts |                                           | pente max : 20 %        |                                  |
| Yutu 2                 | CNSA                       | 2019      | mission en cours          | ?                              | 120 kg ?     |                   | 120 m              | Cellules solaires : ? watts   |                                           |                         |                                  |
| Chandrayaan-2          | ISRO                       | 2019      |                           |                                | 20 kg        | ? kg              | 0 km               | Cellules solaires             |                                           |                         |                                  |
| VIPER                  | NASA                       | 2023      | 100 jours                 |                                | 400 kg       | ? kg              |                    | Cellules solaires             |                                           |                         | Fait partie du programme Artemis |
| Exploration de Mars    |                            |           |                           |                                |              |                   |                    |                               |                                           |                         |                                  |
| Sojourner              | NASA                       | 1997      | 7 jours                   | 0,48 x 0,30 x ? m              | 11,5 kg      | ? kg              | 100 m              | Cellules solaires : 13 watts  |                                           |                         |                                  |
| Spirit                 | NASA                       | 2004-2009 | > 6 ans                   | 1,6 x 2,3 x 1,5 m              | 185 kg       | ? kg              | 7,73 km            | Cellules solaires : 140 watts |                                           | pente max : 30 %        |                                  |
| Opportunity            | NASA                       | 2004-2018 | > 15 ans                  | 1,6 x 2,3 x 1,5 m              | 185 kg       | ? kg              | 45,16 km           | Cellules solaires : 140 watts |                                           | pente max : 30 %        |                                  |
| Curiosity              | NASA                       | 2012-     | mission en cours          | 2,9 x 2,7 x 2,2 m              | 899 kg       | 75 kg             | 20,26 km en 2019   | RTG : 110 watts               | 2 laboratoires d'analyse chimique Foreuse | pente max : 50 %        |                                  |
| Tianwen-1              | CNSA                       | 2021-     | 90 jours                  | 2,0 x 1,65 x 0,8 m             | 240 kg       | ? kg              | 0 km               | ? watts                       |                                           |                         |                                  |
| Perseverance           | NASA                       | 2021-     | > 24 mois                 | 2,9 x 2,7 x 2,2 m              | ~900 kg      | ~75 kg            | 13,45 km           | RTG : 110 watts               |                                           | pente max : 50 %        |                                  |
| Rover ExoMars          | Agence spatiale européenne | 2023-     | 218 Sols (jours martiens) | 2,5 x ? x 2 m                  | 310 kg       | 26 kg             | 0 km               | Cellules solaires : ? watts   |                                           |                         |                                  |

## Les astromobiles lunaires pilotés du programmeApollo(1971-1972)

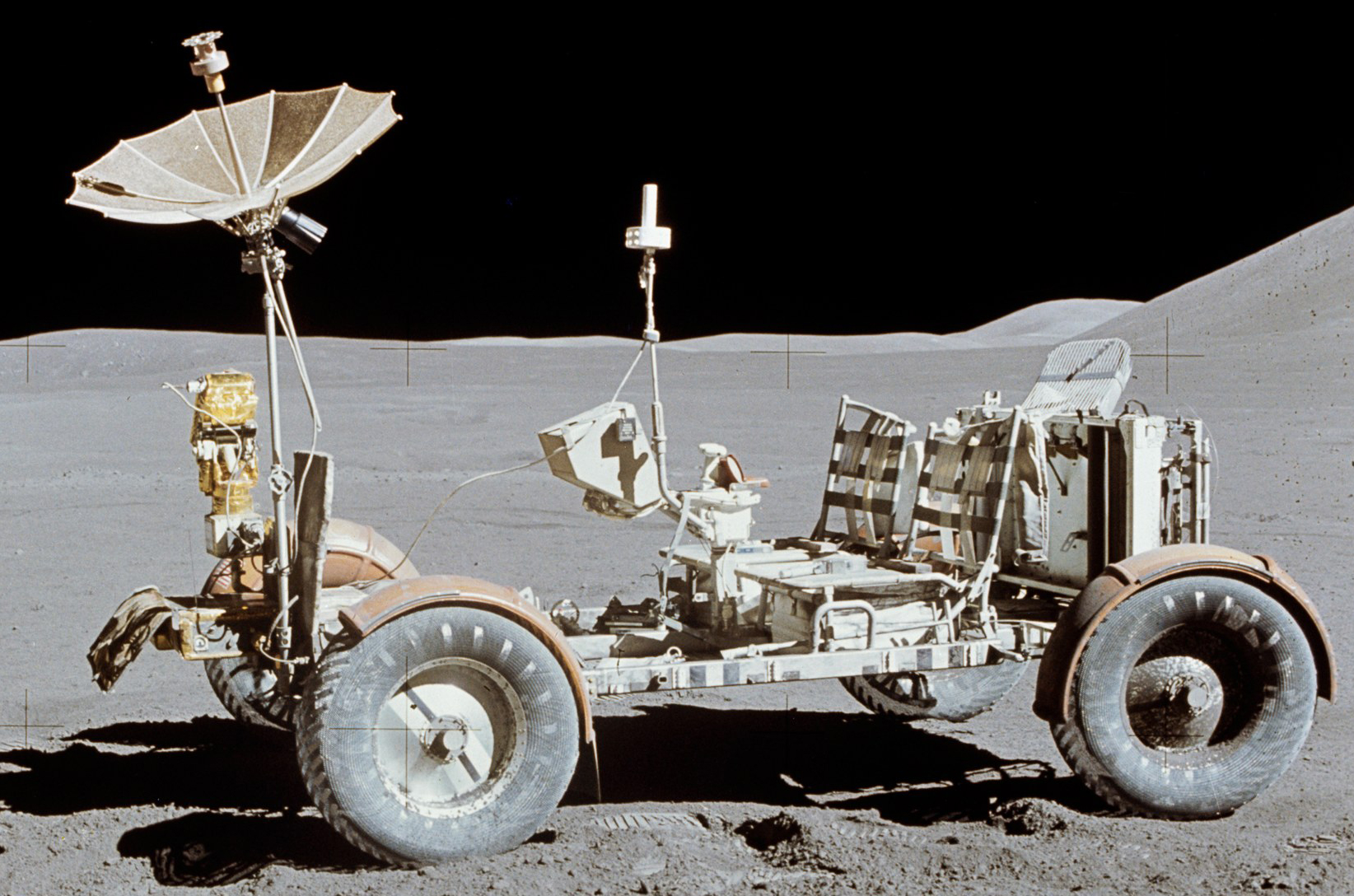
Astromobile lunaire de la mission Apollo 15.

Au début des années 1970, la NASA développe un véhicule nommé Lunar Roving Vehicle dans le cadre du programme Apollo, de manière à faciliter l'exploration des astronautes à la surface de la Lune. C'est un véhicule à quatre roues, de trois mètres de long, d'une masse d'environ 200 kg à vide et alimenté par batterie électrique. Le châssis fabriqué en alliage d'aluminium est conçu en trois parties reliées au centre de l'astromobile de façon à pouvoir être plié dans une partie de la soute du module lunaire.
Conçu pour transporter deux astronautes et du matériel, trois exemplaires ont été utilisés lors des derniers vols Apollo. Le premier d'entre eux est piloté par les astronautes David Scott et James Irwin, du 31 juillet au 2 août 1971, lors de la mission Apollo 15. Les deux hommes parcourent plus de 27 km au pied du Mont Hadley. Deux autres astromobiles ont été utilisés en avril et décembre 1972, lors des missions Apollo 16 (John Young et Charles Duke) et Apollo 17 (Eugene Cernan et Harrison Schmitt), les astronautes séjournant également trois jours sur la Lune et y parcourant respectivement 26,7 km et 35,9 km.
Compte tenu des distances parcourues, les découvertes réalisées lors de ces trois missions n'auraient pas été possibles sans ces véhicules.

## Études en cours et projets abandonnés
Plusieurs véhicules d'exploration lunaire ou martienne ont été créés. La NASA développe en ce moment[Quand ?] un astromobile d'exploration lunaire pouvant emporter plus de quatre personnes[réf. souhaitée]. Toyota et la JAXA, l'agence spatiale japonaise, travaillent en ce moment[Quand ?] sur un véhicule lunaire[réf. nécessaire].

#### Programmes
- Programme Lunokhod
- Astromobile lunaire
- Astromobile lunaire Apollo
- Mars Exploration Rover
- Mars Science Laboratory, embarquant l'astromobile Curiosity
- Chang'e 3
- Rover ExoMars

#### Autres
- Atterrisseur
- Exploration spatiale
- Chronologie de l'exploration spatiale
- Orbiteur
- Sonde spatiale